# A Nyilas jegyében
A Nyilas jegyében (a teljes cím dánul: Agent 69 Jensen i Skyttens tegn) a vígpornó-irányzatot képviselő Stjernetegnsfilm (Csillagjegy-film) sorozat egyik darabja.

## Cselekmény
A film egy púderes doboz utáni hajszáról szól, ami egy titkos űrállomás terveit tartalmazza.
A történet Tangerben, egy night clubban kezdődik, ahol albán, szovjet, kínai és dán titkos ügynökök küzdenek az értékes dobozért.
A dán ügynökök győznek, azonban az úton Koppenhágába eltűnnek a dobozok, így a küzdelem tovább folytatódik Dániában. A helyzetet súlyosbítja, hogy három hasonló, ám robbanóanyagot tartalmazó púderes doboz is forgalomba került.
A helyzet megoldása a titkosszolgálat újonnan kinevezett főnöke kezében van, akinek  sajátos tulajdonsága, hogy IV. Keresztély módjára öltözködik és viselkedik.

## Szereplők
- Ole Søltoft
- Søren Strømberg
- Poul Bundgaard
- Karl Stegger
- Arthur Jensen
- Benny Hansen
- Paul Hagen
- Jeanne Darville
- Kirsten Norholt
- Kate Mundt
- Valsø Holm
- Else Petersen
- Gotha Andersen
- William Kisum
- Poul Glargaard
- Ib Mossin